# Yersiniaceae
Yersiniaceae es una familia de bacterias gramnegativas del orden Enterobacterales. La descripción fue realizada por Adeolu et al. en 2016, en un trabajo que reorganizó la taxonomía de la familia Enterobacteriaceae. El género tipo es Yersinia.

## Microbiología
La familia agrupa a especies móviles por flagelo, catalasa-positivas y que no producen ácido sulfhídrico.

## Taxonomía
Existen ocho géneros clasificados en esta familia:
- Chania Ee et al. 2016
- Chimaeribacter Rossi y Fisher 2020
- Ewingella Grimont et al. 1984
- Rahnella Izard et al. 1981
- Rouxiella La Flèche-Matéos et al. 2015
- Samsonia Sutra et al. 2001
- Serratia Bizio 1823
- Yersinia van Loghem 1944